# Дружба (стадион, Йошкар-Ола)
Стадион «Дружба» — стадион в центральной части Йошкар-Олы. Домашний стадион местного футбольного клуба «УОР-СШОР».

## История
На рубеже 1950-х — 1960-х гг. назрела необходимость строительства в городе большого общегородского стадиона. Место выбрали на пересечении улицы Машиностроителей и бульвара Свердлова. В 1961 году новый великолепный по тем временам стадион был открыт. Разработал проект и строил его архитектор Я. К. Калинин. До реконструкции в 2008 году стадион «Дружба» принадлежал Марийскому машиностроительному заводу. Стадион имел 2 трибуны, общая вместимость которых составляла 14 тысяч зрителей.
В 2007 году стадион был закрыт на реконструкцию.
После реконструкции стадион «Дружба» отвечает всем европейским стандартам, и может принимать у себя соревнования самого высокого уровня. Стадион «Дружба» является универсальным спортивным комплексом, трибуны которого вмещают свыше 12 тысяч зрителей. Главная арена стадиона «Дружба» оборудована искусственным покрытием, имеются условия для проведения соревнований по футболу и легкой атлетике. А также на стадионе имеются — индивидуальные пластиковые сиденья, две VIP ложи, комментаторская кабина и два информационных экрана размером 4 на 8 метров. Экраны расположены с северной и южной сторон чаши стадиона. Поле оснащено 6 сантиметровым газоном. Восточная трибуна заведена под крышу.
На стадионе проходят соревнования по легкой атлетике и футболу, а также концерты.

## Основные характеристики стадиона
- Размер поля — 103 × 69 м.
- Травяной покров — искусственный.
- Количество посадочных мест — 12 500.
- Полностью оборудован пластиковыми сидениями.
- VIP-ложи — 50 мест.
- Видеотабло — 2 цветных (8 на 4 метра).
- Беговые дорожки — 8 круговых дорожек по 400 м.
- Сектора для прыжков.

## Список значимых событий

### Спортивные мероприятия
- 2008 — VII Всероссийские летние сельские спортивные игры[1].